# Rodrigo Caro
Rodrigo Caro est un poète et humaniste et archéologue espagnol, auteur de la célèbre Canción a las ruinas de Itálica (Ode aux ruines d'Italica)

## Biographie
Rodrigo Caro naquit à Utrera, près de Séville, le 4 octobre 1573. On ne sait s'il fut doctor ou simplement licenciado. Caro est le type de ces letrados qui jouèrent un rôle capital dans la société espagnole du Siècle d'or. Prêtre, possesseur d'un bénéfice ecclésiastique à Santa Maria de Utrera, sa ville natale, il devint juge ordinaire et consultor du Saint-Office de Séville et, à la fin de sa vie, visiteur et membre du conseil de l'archevêché de Séville. Écrivain, il appartint à l'élite intellectuelle de son époque, attirant l'attention de Quevedo, participant aux tertulias de D. Francisco Pacheco, où il se noua d'amitié avec l'auteur de El culto sevillano, Juan de Robles, le cosmographe Antonio Moreno Vilches, le chroniqueur Tomas Tamayo de Vargas et les poètes Pedro de Espinosa, Juan de Salinas et Francisco de Rioja, serviteur et ami du Conde-Duque d'Olivares. Il mourut a Séville le 10 août 1647.

## Œuvres
Les principaux ouvrages de Rodrigo Caro sont :
- [1622 / 1883] (es) Memorial de la villa de Utrera, Sevilla, imp. de El Mercantil Sevillano, 1883 (1re éd. 1622), 56 p. (lire en ligne [sur archive.org]).
- [1634] (es) Antigüedades, y principado de la illustrissima Ciudad de Sevilla, y chorographia de su convento juridico, o antigua chancilleria, Séville, 1634 (lire en ligne), in-fol.
- Relación de las inscripciones y antigüedad de la villa de Utrera, in-4°, avec un poème latin à l’éloge de la même ville.
- Varones insignes en letras, naturales de la ilustrísima ciudad de Sevilla, Seville, Real Academia Sevillana de Buenas Letras, 1915.

(Voir une liste de ses œuvres disponibles sur archive.org.)
Rodrigo Caro donna à Séville, en 1627, une édition in-4° annotée des fausses chroniques rédigées par le jésuite Jerónimo Román de la Higuera sous le nom de Flavius Lucius Dexter, évêque de Barcelone.

Il laissa parmi ses manuscrits : Veterum Hispaniæ deorum Manes sive reliquiæ, livre que Nicolás Antonio appelle aureum opus, et des traités De ludis puerorum ; De los nombres y sitios de los vientos ; De los Santos de Sevilla ; Del Principado de Cordova ; et un autre De la antigüedad del apellido Caro, dédié à don Fernand Caro, regidor perpétuel de Carmona. Nicolás Antonio, qui avait vu tous ces manuscrits, les jugeait très-dignes de l’impression. Il loue aussi quelques pièces de vers latins et espagnols composées par Caro, et principalement son Cupido pendulus, fait à l’imitation d’Ausone.

## Annexe